# 존 F. 켈리
존 프랜시스 켈리(영어: John Francis Kelly, 1950년 5월 11일 ~ )는 2016년에 은퇴한 미국 해병대의 대장으로 2017년 7월 31일부터 2019년 1월 2일까지 도널드 트럼프 행정부의 대통령 비서실장으로 재임하였다. 비서실장이 되기 이전에는 국토안보부 장관을 지냈다.